# 特尼亞河
特尼亞河（烏克蘭語：Тня），是烏克蘭的河流，位於該國北部，流經日托米爾州，屬於斯盧奇河的支流，發源自托夫夏附近，河道全長76公里，流域面積1,030平方公里。